# Graniczny Dwór
Graniczny Dwór (kaszb. Graniczny Dwòr, niem. Grenzhof) – część wsi Sławki w Polsce, położona w województwie pomorskim, w powiecie kartuskim, w gminie Somonino, na obrzeżu Kaszubskiego Parku Krajobrazowego, w pobliżu drogi wojewódzkiej nr . Wchodzi w skład sołectwa Sławki.
Osada pierwszy raz notowana na mapie Engelhardta z 1819 r. w postaci Gränzhof. Później konsekwentnie po stronie polskiej Graniczny Dwór, niemieckiej Grenzhof.
W latach 1975–1998 Graniczny Dwór administracyjnie należał do województwa gdańskiego.